# Tavistock
Tavistock  miasto w Wielkiej Brytanii, w Anglii w hrabstwie Devon nad rzeką Tavy, na skraju wrzosowiska Dartmoor. Lokalny ośrodek handlowy i edukacyjny.

## Historia
Pierwsza wzmianka o mieście pochodzi z roku 961 – założono wtedy opactwo Tavistock. Wykopaliska archeologiczne poświadczają istnienie w tym miejscu osad z epoki brązu. W średniowieczu miasto było dużym centrum handlu o znaczeniu ponadregionalnym.

## Osoby związane z miastem
- sir Francis Drake – angielski żeglarz i korsarz
- Edward John Eyre – badacz ziem australijskich
- Rosie Huntington Whiteley – angielska modelka.

## Postaci fikcyjne
Pies Baskerville’ów, bohater głośnego opowiadania Artura Conana Doyle’a, pochodzi z bagien w pobliżu Tavistock.

## Miasta partnerskie
- Pontivy, Francja
- Celle, Niemcy